# Henry Reynolds-Moreton (2e comte de Ducie)
Henry George Francis Reynolds-Moreton, 2e comte de Ducie (8 mai 1802 - 2 juin 1853), titré Lord Moreton de 1837 à 1840, est un homme politique britannique whig, et un agronome, éleveur de bovins. 

## Jeunesse
Il est né le 8 mai 1802, fils de Thomas Reynolds-Moreton (1er comte de Ducie) et de son épouse, Frances, fille de Henry Herbert (1er comte de Carnarvon). Il fait ses études au Collège d'Eton. Lord Ducie épouse Elizabeth, fille de John Dutton (2e baron Sherborne), le 29 juin 1826  Ils ont onze fils et quatre filles. 

## Carrière
Il entre au Parlement pour le Gloucestershire en 1831, un siège qu'il occupe jusqu'à l'année suivante lorsque la circonscription est supprimée, puis représente le Gloucestershire Est jusqu'en 1835. Après avoir intégré la Chambre des lords à la mort de son père en 1840, il sert dans l'administration whig de lord Russell en tant que Lord-in-waiting (whip du gouvernement à la Chambre des lords) de 1846 à 1847, année de sa démission. Au Parlement, il se taille une réputation de défenseur du libre-échange. Il soutient l'abrogation des Corn Laws et, en tant qu'agronome, il a une influence déterminante. 
Malgré sa carrière politique, on se souvient mieux de lui en tant qu’agriculteur de premier plan et en tant qu’éleveur de Shorthorn. De 1851 à 1852, il est président de la Royal Agricultural Society. La vente de ses célèbres shorthorns, peu après sa mort en 1853, rapporte 9 000 £. 
Il est un membre éminent de l'Alliance évangélique. 
Il meurt le 2 juin 1853 à son domicile de Tortworth Court, à Whitfield, dans le Gloucestershire, à l'âge de 51 ans. Son fils aîné, Henry Reynolds-Moreton (3e comte de Ducie), lui succède. Son épouse, la comtesse de Ducie, est décédée en 1865. Comme son fils Henry est décédé en octobre 1921 sans fils survivant, le comté passe à un autre des fils de Lord Ducie, Berkeley Moreton (4e comte de Ducie), qui a immigré dans le Queensland, en Australie.   